# Sumiton
Sumiton är en stad i Jefferson County, och Walker County, i Alabama. Vid 2010 års folkräkning hade Sumiton 2 520 invånare.